# Borgomezzavalle
Borgomezzavalle är en kommun i provinsen Verbano Cusio Ossola i regionen Piemonte i Italien. Kommunen hade 315 invånare (2018).
Kommunen Borgomezzavalle bildades den 1 januari 2016 genom en sammanslagning av de tidigare kommunerna Seppiana och Viganella.